# Waylon
Willem Bijkerk, (f. 20. april 1980, Apeldoorn, Nederlandene), bedre kendt under sit kunstnernavn Waylon, er en hollandsk sanger.

## Karriere
Han udgav sit debutalbum 28. august 2009 med titlen Wicked Ways. Albummet nåede en tredjeplads på den hollandske albumliste. Albummet lå på top-100-listen i hele 80 uger. Hans andet studiealbum After All udkom d. 4. november 2011. Albummet nåede ottendeplads på den hollandske albumliste. Hans mest succesrige single er "Wicked Way" som nåede ottendeplads på den hollandske singlehitliste. Han har haft yderligere fire singler på singlehitlisten som har placeret sig mellem #27 go "46.
Sammen med Ilse DeLange repræsenterede han Holland i Eurovision Song Contest 2014 under navnet The Common Linnets. De deltog med sangen "Calm After the Storm" som gik videre fra semifinalen, og fik en samlet andenplads i finalen i København d. 10. maj 2014.
Ved Eurovision Song Contest 2018 skal han repræsentere Holland som soloartist med sangen "Outlaw in 'Em".
Waylon er en af dommerne i Talentshowet The Voice of Holland.

## Diskografi

### Studiealbums
| Wicked Ways (album) (nl)                                        | - Released: 7 August 2009 - Label: Entertainment-NL, Universal Music - Format: Digital download, CD   | 3  | —   |
| After All                                                       | - Released: 3 November 2011 - Label: Entertainment-NL, Universal Music - Format: Digital download, CD | 8  | —   |
| Heaven After Midnight (nl)                                      | - Released: September 2014 - Label: Waymore Music, Warner Music - Format: Digital download, CD        | 1  | —   |
| Seeds                                                           | - Released: 18 November 2016 - Label: Waymore Music, Warner Music - Format: Digital download, CD      | 7  | —   |
| The World Can Wait                                              | - Released: 13 April 2018 - Label: Waymore Music, Warner Music - Format: Digital download, CD         | 1  | 107 |
| Human                                                           | - Released: 29 November 2019 - Label: Waymore Music, Warner Music - Format: Digital download, CD      | 6  | —   |
| Gewoon Willem                                                   | - Released: 21 October 2022 - Label: Nrgy Music - Format: Digital download, CD                        | 33 | —   |
| "—" denotes a recording that did not chart or was not released. | |    |     |

### Singler
| "Wicked Way (nl)"                                               | 2009 | 8  | —  | —  | Wicked Ways           |
| "Hey (Waylon) (nl)"                                             | 2010 | 43 | —  | —  | Wicked Ways           |
| "Happy Song (Waylon) (nl)"                                      | 2010 | 46 | —  | —  | Wicked Ways           |
| "Nothing to Lose"                                               | 2010 | —  | —  | —  | Wicked Ways           |
| "The Escapist (Waylon) (nl)"                                    | 2011 | 27 | —  | —  | After All             |
| "Lose It"                                                       | 2012 | 43 | —  | —  | After All             |
| "Lucky Night"                                                   | 2012 | —  | —  | —  | After All             |
| "Grasping Song"                                                 | 2014 | 42 | —  | —  | Non-album single      |
| "Giving Up Easy"                                                | 2014 | —  | —  | —  | Heaven After Midnight |
| "Love Drunk"                                                    | 2014 | 68 | —  | —  | Heaven After Midnight |
| "Mis je zo graag"                                               | 2016 | 72 | 73 | —  | Non-album single      |
| "Our Song"                                                      | 2016 | —  | 66 | —  | Seeds                 |
| "Outlaw in 'Em"                                                 | 2018 | 37 | 90 | 74 | The World Can Wait    |
| "—" denotes a recording that did not chart or was not released. |      |    |    |    |                       |